# Proeutropiichthys
Proeutropiichthys is een geslacht van straalvinnige vissen uit de familie van de glasmeervallen (Schilbeidae).

## Soorten
- Proeutropiichthys buchanani (Valenciennes, 1840)
- Proeutropiichthys macropthalmos (Blyth, 1860)
- Proeutropiichthys taakree (Sykes, 1839)